# Krishnagiri
Krishnagiri (marathi: कृष्णगिरी, hindi: कृष्णगिरि, tamil: கிருட்டினகிரி, gujarati: કૃષ્ણાગિરિ) är en ort i Indien.   Den ligger i distriktet Krishnagiri och delstaten Tamil Nadu, i den södra delen av landet, 1 800 km söder om huvudstaden New Delhi. Krishnagiri ligger 492 meter över havet och antalet invånare är 66 419.
Terrängen runt Krishnagiri är platt norrut, men söderut är den kuperad. Runt Krishnagiri är det tätbefolkat, med 356 invånare per kvadratkilometer. Krishnagiri är det största samhället i trakten. Trakten runt Krishnagiri består till största delen av jordbruksmark.